# 7648 Томбоулз
7648 Томбоулз (7648 Tomboles) — астероїд головного поясу, відкритий 8 жовтня 1989 року.
Тіссеранів параметр щодо Юпітера — 3,691.